# 北海道全線フリーきっぷ
北海道全線フリーきっぷ（ほっかいどうぜんせんフリーきっぷ）とは、東日本旅客鉄道（JR東日本）が発売していた特別企画乗車券（トクトクきっぷ）である。周遊きっぷ（北海道ゾーン、札幌・道南ゾーン）の後継商品に該当する。
本項では、道央・道南方面が乗り放題となる「みなみ北海道フリーきっぷ」についても併記する。

## 概要
- 東京都区内からフリーエリアまでの往復乗車券（経路は「東北本線・東北新幹線・奥羽本線・津軽線」あるいは「東北本線・高崎線・上越線・信越本線・羽越本線・奥羽本線・津軽線」）とのフリーきっぷがセットになっている。
- 復路で寝台列車を利用し、有効期間最終日に乗車した場合は、日付を跨いで発売エリア内の降車駅まで有効となる（継続乗車が適用される）。
- フリーエリアに至るまでの特急料金等は含まれておらず、移動手段も新幹線、寝台列車あるいはいわて銀河鉄道線＆青い森鉄道線のいずれかに限定されているため、このきっぷ単独での利用ではフリーエリアに到達することはできない（下記「利用できる列車・設備」に詳述）。

## フリーエリア

### 北海道全線フリーきっぷ
- JR北海道管内全路線
- 津軽線：蟹田～中小国間

有効期間：5日間（フリーエリアまでの往復を含む）

### みなみ北海道フリーきっぷ
- 津軽線：蟹田～中小国間
- 海峡線：全線
- 江差線：全線
- 函館本線：函館～白石間
- 室蘭本線：長万部～沼ノ端間、室蘭～東室蘭間
- 千歳線：全線

有効期間：3日間（フリーエリアまでの往復を含む）

## 利用できる列車・設備

### フリーエリアまで
- フリーエリアまでの移動は以下の路線が利用できる。フリーエリアの往復分には特急料金等は含まれておらず、フリーエリアまでの移動は新幹線や特急等に必ず乗車する必要があり、別途乗車列車に有効な料金券等が必要となる。
  - 東北新幹線（東京 - 盛岡 - 新青森、東北本線赤羽・浮間舟渡 - 盛岡を含む）・奥羽本線（新青森 - 青森）・津軽線（青森 - 蟹田)

いわて銀河鉄道線・青い森鉄道線の運賃は含まれていないため、「寝台特急北斗星」・「寝台特急カシオペア」や普通列車を利用する場合は両路線の運賃・料金が別途必要。
  - 寝台特急あけぼの号を利用する場合に限り、上記に加え高崎線（大宮 - 高崎）・上越線（高崎 - 宮内）・信越本線（宮内 - 新津）・羽越本線（新津 - 秋田)・奥羽本線（秋田 - 新青森）を利用可能

あけぼの号に乗り継ぐための、任意区間の普通列車も利用可能。ただし、上越新幹線は利用できない。
- 出発地からフリーエリア内までの往復の間は、途中下車はできない（改札から出ることができない）。

以上のことから、特急料金が含まれておらず、なおかつ羽越本線を経由する場合にはあけぼの号を必ず区間のどこかで利用する必要があるため、フリーエリアへ到達するためには、最低でも盛岡 - 新青森間の特定特急料金2590円、あるいはいわて銀河鉄道線・青い森鉄道線の運賃の合計5480円(北斗星やカシオペアを利用する際は、これに加えて乗車駅から下車駅間の特急料金・寝台料金が必要)が別途必要になる。

### フリーエリア内
- フリーエリア内は特急・急行・普通列車（快速）の普通車自由席が何度でも利用可能。
- 指定席、グリーン車、寝台車、ホームライナーを利用する場合は運賃のみ有効となる。
- 青森～北海道フリー区間で、急行はまなす普通車自由席を利用する場合、フリー区間を外れる青森～蟹田間の自由席急行券を購入すれば利用できる。

## 種類
大人1人用とこども1人用が発売されている。

価格は2014年4月1日現在。
| 種別   | 北海道全線 | みなみ北海道 |
| ------ | ---------- | ------------ |
| おとな | 30,650円   | 23,660円     |
| こども | 15,320円   | 11,830円     |

## 払い戻し
- ゆき・かえり券共に未使用の場合、発売額から660円の手数料を差し引いた額を返還。

## 利用制限期間
- ゴールデンウィーク、お盆、年末年始を含む、通年利用が可能。

## 発売箇所・利用期間
- 2013年3月1日から2016年3月16日までの発売であった。
- 利用開始日の1ヶ月前から前日まで、JR東日本東京・横浜・大宮・千葉・八王子・高崎・長野・水戸支社管内の指定席券売機、みどりの窓口、びゅうプラザおよび主な旅行会社で販売した。
- 利用開始日の変更は、有効期間開始日前日まで1回に限り、窓口で取り扱った。